# Wiesław Bieliński (działacz)
Wiesław Bieliński (ur. 8 października 1960 w Warszawie) – działacz opozycji demokratycznej w PRL, wydawca i redaktor wydawnictw tzw. drugiego obiegu.

## Działalność opozycyjna
W latach 1978–1981 współpracownik KSS „KOR”, kolporter podziemnego wydawnictwa Nowa. Współzałożyciel wydawnictwa Postój.
Po wybuchu stanu wojennego internowany do VI 1982.
Współzałożyciel podziemnego wydawnictwa Cel (1982-1984). Współpracownik wydawnictwa Przedświt (1984-1986). Współzałożyciel wydawnictwa In Plus (1985-1990). Współorganizator odbioru dostaw sprzętu i materiałów poligraficznych ze Szwecji dla wydawnictw podziemnych (1982-85), kilkakrotnie poddawany przeszukaniom i przesłuchaniom, karany przez kolegium ds. wykroczeń, W 1988 r. zarekwirowano mu samochód.

## Działalność w III RP
W wolnej Polsce współwłaściciel wydawnictwa AiB.
Członek Towarzystwa Opieki nad Archiwum Instytutu Literackiego w Paryżu oraz członek Stowarzyszenia Wolnego Słowa.

## Wyróżnienia i odznaczenia
- 1986 Nagroda Polcul Foundation,
- 1998: Odznaka „Zasłużony Działacz Kultury”,
- 2009: Krzyż Kawalerski Orderu Odrodzenia Polski,
- 2017: Krzyż Wolności i Solidarności.
- 2022: Medal Stulecia Odzyskanej Niepodległości[2]
- 2023: Medal „Pro Patria”[3]